# La Mère du moine
La Mère du moine est un film muet français réalisé par Louis Feuillade, sorti en 1909.

## Distribution
- Christiane Mandelys
- Renée Carl
- Maurice Vinot
- Alice Tissot
- Henri Duval